# Abderrahim Ouakili
Abderrahim Ouakili (Rabat, Marruecos, 12 de diciembre de 1970-Alemania, 18 de diciembre de 2023) fue un futbolista marroquí que se desempeñó como mediapunta o delantero. Disputó toda su carrera deportiva en Alemania, excepto por una breve estancia en Grecia. Con la selección de fútbol de Marruecos llegó a disputar el Mundial de 1998.

## Carrera deportiva

### Carrera del club
Ouakili comenzó su carrera en el FUS Rabat en su país natal, Marruecos, antes de trasladarse a Alemania para el FC Maroc Frankfurt. Poco tiempo después pasó al TGM SV Jügesheim. En 1994 se trasladó al 1. FSV Mainz 05 de la 2.ª Bundesliga por una tasa de transferencia de 10.000 marcos alemanes .
En diciembre de 1997, el TSV 1860 de Múnich lo fichó por unos 750.000 marcos alemanes [1] Para el tradicional club bávaro disputó 40 partidos en la Bundesliga en poco más de una temporada y media.
Como ya no desempeñaba ningún papel en los planes del entrenador Werner Lorant, se sugirió que cambiara de club. Ouakili se mudó al Tennis Borussia Berlín en el verano de 1999 por dos millones de marcos, [1] y un año después regresó al FSV Mainz 05. Allí fue un jugador habitual hasta su suspensión en febrero. Después de una temporada decepcionante, al final de la temporada 2000/01 se marchó libre al AO Xanthi en Grecia. Como había mostrado un buen juego allí, el Karlsruher SC lo trajo de regreso a Alemania en enero de 2003. Debido a numerosas lesiones, Ouakili puso fin a su carrera tras la temporada 2004/05.

## Muerte
Falleció el 18 de diciembre de 2023 en Alemania por una grave enfermedad a los 53 años.

## Clubes
| Club                   | País     | Año         | Partidos | Goles |
| TGM SV Jügesheim       | Alemania | 1993 - 1994 | ¿?       | ¿?    |
| 1. FSV Mainz 05        | Alemania | 1994 - 1997 | 97       | 27    |
| TSV 1860 Munich        | Alemania | 1997 - 1999 | 40       | 6     |
| Tennis Borussia Berlin | Alemania | 1999 - 2000 | 25       | 7     |
| 1. FSV Mainz 05        | Alemania | 2001        | 16       | 5     |
| Skoda Xanthi           | Grecia   | 2001 - 2003 | 29       | 14    |
| Karlsruher SC          | Alemania | 2003 - 2005 | 45       | 3     |